# Rossvik
Rossvik är en äppelsort som har sitt namn efter Rossviks gård. Sjukdomar som äpplet kan drabbas av är skorv och pricksjuka, och dess träd kan drabbas av kräfta. Äpplet är ganska stort, och skalet är av en gröngul färg, ljusgul när äpplet är som mognast. Köttet är av en gulvit färg, och smaken är druvig, söt, och syrlig. Äpplet brukas bäst som ätäpple under oktober och november, i köket passar det under en längre tid. Blomningen på detta äpple är sen, och äpplet pollineras av bland andra Filippa, Gyllenkroks Astrakan, James Grieve, Ringstad, Signe Tillisch, Stenkyrke och Åkerö. I Sverige odlas Rossvik gynnsammast i zon I-III.